# 131 Vala
131 Vala è un piccolo asteroide della Fascia principale.
Vala fu scoperto il 24 maggio 1873 da Christian Heinrich Friedrich Peters dall'osservatorio dell'Hamilton College di Clinton (New York, USA). Fu battezzato così in onore di Vala, profetessa della mitologia norrena.
Il 26 maggio 2003 è stata osservata dall'Italia un'occultazione stellare da parte dell'asteroide.